# Palaemonella philippinensis
Palaemonella philippinensis ist eine Garnelenart aus der Familie der Felsen- und Partnergarnelen (Palaemonidae), die früher den wissenschaftlichen Namen Vir philippinensis trug. Sie ist im westlichen Pazifik bei den Philippinen heimisch, wenige Zentimeter lang und transparent sowie ein Kommensale von Steinkorallen, vor allem von Plerogyra sinuosa.

## Merkmale
Palaemonella philippinensis ist eine kleine und schlanke Partnergarnele mit einem leicht gestauchten Körperbau. Der Carapax ist glatt, unbehaart und besitzt ein gut entwickeltes Rostrum, das deutlich über die Basen der Antennulen ragt. Das Rostrum ist leicht nach oben gebogen und besitzt 5 bis 8 kleine, nach oben gerichtete, spitze Zähne. Auch das Abdomen ist glatt. Das dritte abdominale Segment ist nicht nach oben und hinten vorgezogen. Die Pleura der ersten drei Segmente sind breit rund, die des vierten und fünften sind nach hinten gerundet. Das Telson ist etwa doppelt so lang wie das sechste abdominale Segment und etwa dreimal so lang wie breit. Am hinteren Ende des Telsons befinden sich drei Paare von länglichen Stacheln. Am ersten und zweiten Paar der Schreitbeine befinden sich kleine schlanke Scheren, die leicht behaart sind. Die restlichen Schreitbeinpaare sind relativ lang und schlank. Die Uropoden sind etwas kürzer als das Telson, ihr Exopodit ist etwas länger als der Endopodit.
Der Körper von Palaemonella philippinensis ist mehrheitlich transparent. Entlang der Schreitbeine, des dritten Maxillipeds und aller Antennen befindet sich eine dünne, blau-schwarze Linie.

## Verbreitung und Lebensraum
Heimisch ist Palaemonella philippinensis bei den Philippinen, entdeckt wurde sie erstmals bei Cebu. Sie lebt auf Steinkorallen in Meerestiefen von 25 bis 30 Meter. Die Typusexemplare fand man auf der Blasenkoralle Plerogyra sinuosa, Paratypen lebten auf Fungia sp. und einer nicht weiter identifizierten Koralle.

## Systematik
Palaemonella philippinensis wurde von A. Svoboda im Jahr 1980 bei einem Tauchgang entdeckt und zusammen mit A.J. Bruce, unter dem Namen Vir philippinensis im Jahr 1984 erstbeschrieben. Die Autoren stellten sie damals in die mit Vir orientalis (derzeitiger Name: Palaemonella orientalis) als monotypisch geltende Gattung Vir.
Mittlerweile trägt die Gattung, die im Jahr 2023 insgesamt 32 Arten beinhaltete, den wissenschaftlichen Namen Palaemonella.